# Liste der Wiener Gemeindebauten/Favoriten
Diese Liste zählt die Gemeindebauten im 10. Wiener Gemeindebezirk Favoriten auf.
Es werden nur solche Objekte angeführt, die seit Beginn des sozialen Wohnbaus errichtet wurden. Ältere Häuser, die im Besitz der Stadt Wien sind und in denen ebenfalls Gemeindewohnungen vergeben werden, fehlen daher.
Im zweiten Teil sind die Siedlungen angeführt, die von Wiener Wohnen verwaltet werden. Eine Übersicht über die Siedlungen der 1920er, die aus der von der Stadt Wien unterstützten Siedlerbewegung hervorgegangen sind, gibt es unter Liste der Wiener Wohnsiedlungen der Ersten Republik.

## Bauten
| Name / ID                                                                                             | Foto |                 | Adresse                                    | Baujahr   | Architekt(en) | Kunstobjekte | Wohnungen | Anmerkungen |
| --- | ---- | --------------- | ------------------------------------------ | --------- | --- | --- | --------- | --- |
| Ankerbrotgründe (Teil an der Absberggasse) 286                                                        | 1 BW | Datei hochladen | Absberggasse 25 Standort                   | 1982–1985 | Carl Appel, Friedrich Albrecht, Kurt Neugebauer, Helmuth Kunze, Herbert Müller-Hartburg, Robert Sturmberger | | 404       | Benannt nach der ursprünglich bis hierher reichenden Ankerbrot-Werken Identadresse Randhartingergasse 19, Hofherrgasse 23 gemeinsam mit den Teilen an der Kempelengasse und Quellenstraße entstanden aber getrennt verwaltet |
| Olof Palme-Hof 254                                                                                    | 1    | Datei hochladen | Ada-Christen-Gasse 2 Standort              | 1972–1976 | Carl Auböck, Wilhelm Kleyhons | Kupferplastik Hymnus an die Natur von Rudolf Kedl | 409       | Benannt nach Olof Palme. Teil des Komplexes Per-Albin-Hansson-Siedlung Ost |
| George-Washington-Hof 128 HERIS-ID: 111997 Objekt-ID: 130044                                          | 1    | Datei hochladen | Ahornhof 1-17 Standort                     | 1925–1930 | Karl Krist (Bauteile im 10. Bezirk) und Robert Oerley (Bauteile im 12. Bezirk) | Bronzeplastik Mädchen von Hugo Taglang, Terrakotta-Figur Frau mit zwei Kindern von Josef Franz Riedl an der Mütterberatungsstelle, Portraitrelief von George Washington von Heinrich Karl Scholz neben der Einfahrt | 1028      | Denkmalschutz Benannt nach George Washington Identadresse Wienerbergstraße 6-8, Unter-Meidlinger Straße 3-5, Fliederhof 12-14, Eschenallee 2-4, Triester Straße 52-56, Kastanienallee 1-3, Rotdornallee 2-4, Rotdornallee 1-7, Köglergasse 4-8 Besteht aus den Bauteilen Birkenhof, Fliederhof, Ahornhof, Ulmenhof, Akazienhof (die letzten beiden im 12. Bezirk gelegen)                                                                                  |
| 735                                                                                                   | 1    | Datei hochladen | Alxingergasse 97-103 Standort              | 1957–1958 | Maria Tölzer, Peter Tölzer | Natursteinplastik Stehende weibliche Figur von Eduard Robitschko | 93        | Identadresse Van-der-Nüll-Gasse 96 |
| 738 HERIS-ID: 48006 Objekt-ID: 51386                                                                  | 1    | Datei hochladen | Angeligasse 78-80 Standort                 | 1929–1930 | Edmund Misterka, Leopold Simony | | 94        | Denkmalschutz Identadresse Neilreichgasse 59-61 |
| 777                                                                                                   | 1 BW | Datei hochladen | Antonsplatz 14-15 Standort                 | 1955–1957 | Walther Raschka, Paul Widmann | Majolikawandrelief Wandernde Jugend von Hertha Bucher, Zwei Hauszeichenmosaike (Fisch und Schmetterling) von Emmerich Schaffran | 109       | Wandrelief unter Denkmalschutz Identadresse Angeligasse 18b, Wirerstraße 3-5, Angeligasse 18, Angeligasse 18a |
| Brunngraberhof 127                                                                                    | 1    | Datei hochladen | Arthaberplatz 12-15 Standort               | 1957–1959 | Bruno Tinhofer, Leopold Tinhof, Eduard Berger | | 159       | Benannt nach Rudolf Brunngraber Identadresse Rotenhofgasse 31-37, Siccardsburggasse 57, Jagdgasse 40 |
| 740                                                                                                   | 1    | Datei hochladen | Bernhardtstalgasse 38 Standort             | 1965      | Carl A. J. Hala, Paul Detre | Kunststeinplastik Ornamentale Darstellung von Helene Hädelmayr | 102       | Identadresse Troststraße 82 |
| 801                                                                                                   | 1    | Datei hochladen | Braunspergengasse 27 Standort              | 1961–1963 | Hans Muttoné, Otto Gruen, Friedrich (Fritz) Novotny, Paul Detre | Kunststeinplastik Tanzbär von Elisabeth Turolt, Natursteinplastik Junges Mädchen von Franz Luby | 196       | |
| 789                                                                                                   | 1    | Datei hochladen | Brunnweg 4 Standort                        | 1960–1961 | Fritz Judtmann, Alois Tischer, Anton Steflicek | Kunststeinplastik Känguru von Alfred Matzke | 172       | Identadresse Graffgasse 7 |
| 754 HERIS-ID: 73505 Objekt-ID: 86796                                                                  | 1    | Datei hochladen | Buchengasse 25-37 Standort                 | 1936–1938 | Konstantin Peller | | 174       | Denkmalschutz Identadresse Steudelgasse 27, Hausergasse 10-14, Puchsbaumgasse 24-36 |
| 722                                                                                                   | BW   | Datei hochladen | Bürgergasse 10 Standort                    | 1963–1964 | Edith Lessel | | 12        | |
| 730 HERIS-ID: 48069 Objekt-ID: 51455                                                                  | 1    | Datei hochladen | Bürgergasse 17-19 Standort                 | 1926–1927 | Oskar Wlach | | 200       | Denkmalschutz Identadresse Laaer-Berg-Straße 16-20, Gellertgasse 42-48 |
| 753 HERIS-ID: 48070 Objekt-ID: 51456                                                                  | 1    | Datei hochladen | Bürgergasse 21-23 Standort                 | 1933–1935 | Oskar Wlach, Josef Frank | | 374       | Denkmalschutz Identadresse Laaer-Berg-Straße 22-24, Kennergasse 8, Gellertgasse 45-51 |
| 728 HERIS-ID: 48071 Objekt-ID: 51457                                                                  | 1    | Datei hochladen | Bürgergasse 22 Standort                    | 1925      | Heinrich Ried | Puttenfiguren über dem Eingang, Taubenfiguren auf Säulenstümpfen daneben | 116       | Denkmalschutz Identadresse Gellertgasse 53, Staudiglgasse 10-14 |
| 762                                                                                                   | 1    | Datei hochladen | Dampfgasse 18-20 Standort                  | 1968–1970 | Jaro Merinsky, Erich Sulke | | 103       | Identadresse Van-der-Nüll-Gasse 5, Leebgasse 4 |
| Pölzer-Hof 120 HERIS-ID: 47994 Objekt-ID: 51371                                                       | 1    | Datei hochladen | Dampfgasse 35-37 Standort                  | 1926–1927 | Hugo Mayer | | 100       | Denkmalschutz Benannt nach Johann Pölzer Identadresse Neilreichgasse 1, Hasengasse 38-42 |
| Anna-Boschek-Hof 772                                                                                  | 1    | Datei hochladen | Davidgasse 76-80 Standort                  | 1953–1956 | Josef Jaroslav Bayer, Harald Bauer, Rudolf Karl Peschel, Fritz Slama, Siegfried Mörth, Ferdinand Riedl | Obelisk mit Mosaikbelag Tierdarstellungen von Heribert Potuznik, Wandbild Sonne von Reinhold Hauck | 415       | Obelisk und Mosaik unter Denkmalschutz. Benannt nach Anna Boschek Identadresse Belgradplatz 6-8, Buchengasse 147-151, Gußriegelstraße 5-13, Malborghetgasse 6-12, Rotenhofgasse 86-88, Rotenhofgasse 83-87 |
| 786                                                                                                   | 1    | Datei hochladen | Dieselgasse 11-17 Standort                 | 1959–1960 | Friedrich Albrecht, Ferdinand Zimmermann, Heinz Scheide, Rudolf Karl Peschel, Julius Bergmann, Alfred Schömer | Bronzeplastik Pfau von Luise Wolf | 258       | Identadresse Van-der-Nüll-Gasse 100-110, Herzgasse 103-109, Migerkastraße 8 |
| 748                                                                                                   | 1    | Datei hochladen | Dieselgasse 22 Standort                    | 1931–1932 | Ernst Kurt Richter | | 19        | |
| 1710                                                                                                  | BW   | Datei hochladen | Dr.-Eberle-Gasse 2-8 Standort              | 1967–1968 | Dietlind Erschen, Arthur Reichel | | 107       | Identadresse Grenzackerstraße 19, Dr.-Eberle-Gasse 5 |
| 794 HERIS-ID: 73280 Objekt-ID: 86567                                                                  | 1    | Datei hochladen | Eisenstadtplatz 4-8 Standort               | 1960–1963 | Siegfried Theiss, Hermann Kutschera, Hans Jaksch, Maria Tölzer, Werner Schröfl, Peter Tölzer, Leopold Ledwinka, Walter Jaksch, Othmar Augustin, Artur Perotti                                                                             | | 174       | Denkmalschutz |
| 756 HERIS-ID: 47957 Objekt-ID: 51328                                                                  | 1    | Datei hochladen | Erlachgasse 53-57 Standort                 | 1938      | Franz Wiesmann | Figuren Flötenspieler und Dudelsackspieler von Theodor Igler an den Hauskanten (1953/54) | 94        | Denkmalschutz Identadresse Mundygasse 2-10 |
| 744 HERIS-ID: 111997 Objekt-ID: 130044                                                                | 1    | Datei hochladen | Eschenallee 1-9 Standort                   | 1929      | Karl Krist | | 112       | Denkmalschutz Gemeinsam mit dem George-Washington-Hof errichtet. Identadresse Triester Straße 58, Wienerbergstraße 4 |
| 758 HERIS-ID: 47988 Objekt-ID: 51364                                                                  | 1    | Datei hochladen | Ettenreichgasse 42-44 Standort             | 1935–1936 | Franz Wiesmann | Wandfigur Heiliger Josef von Josef Heu, keramisches Wandrelief Mutter mit Kindern von Edmund Moiret | 95        | Denkmalschutz Identadresse Hardtmuthgasse 33, Leibnizgasse 65, Troststraße 32 |
| 802                                                                                                   | BW   | Datei hochladen | Fernkorngasse 100 Standort                 | 1963–1964 | Max Philippitsch, Alfred Podgorschek | | 135       | |
| 793                                                                                                   | 1    | Datei hochladen | Feuchterslebengasse 67 Standort            | 1960–1964 | Josef Schmelzenbart, Robert Weinlich, Rudolf Pamlitschka, Josef Mergenthal, Walter Hübner, Franz Müllner, Bruno Hampel, Erich Schlöss, Alexander Kratky                                                                                   | Natursteinplastik mit Marmorintarsien Hockendes Zirkuspferd von Otto Eder, Bronzeplastik Mädchen von Franz Fischer, Mosaike bei den Stiegeneingängen | 429       | Identadresse Laaer-Berg-Straße 37, Schrankenberggasse 34 |
| Barbara-Prammer-Hof Wiener Wohnen                                                                     | 1    | Datei hochladen | Fontanastraße 3 Standort                   | 2017–2019 | NMPB Architekten | Mosaik Wer das Ziel nicht kennt (Barbara Prammer gewidmet) von Elio Macoritto im Foyer | 120       | Benannt nach Barbara Prammer |
| 759                                                                                                   | 1    | Datei hochladen | Franz-Schuh-Gasse 26 Standort              | 1941–1943 | Robert Oerley | | 34        | Identadresse Zur Spinnerin 48, Quaringasse 15 |
| 732 HERIS-ID: 48072 Objekt-ID: 51458                                                                  | 1    | Datei hochladen | Friedrich-Knauer-Gasse 2-4 Standort        | 1929      | Otto Rudolf Polak-Hellwig | | 56        | Denkmalschutz Identadresse Angeligasse 10, Kennergasse 15 |
| 733 HERIS-ID: 65777 Objekt-ID: 78643                                                                  | 1    | Datei hochladen | Friedrich-Knauer-Gasse 6-8 Standort        | 1929      | Anton Valentin | | 91        | Denkmalschutz Identadresse Angeligasse 9, Klausenburger Straße 22 |
| 729 HERIS-ID: 48021 Objekt-ID: 51402                                                                  | 1    | Datei hochladen | Friesenplatz 1-2 Standort                  | 1925      | Erwin Böck, Friedrich Zotter, Max Theuer | | 181       | Denkmalschutz Identadresse Angeligasse 75-81, Hardtmuthgasse 80-86 |
| 720                                                                                                   | 1    | Datei hochladen | Gellertgasse 21 Standort                   | 1957      | Heinrich Vana | | 84        | Identadresse Quellenstraße 32, Gellertplatz 1-3 |
| 798                                                                                                   | 1    | Datei hochladen | Graffgasse 12 Standort                     | 1961–1962 | Wilfried Poszpisily | | 50        | Identadresse Fernkorngasse 82 |
| 746                                                                                                   | 1 BW | Datei hochladen | Grenzackerstraße 7-11 Standort             | 1968–1970 | Wolfram Schindler, Erika Schreiber, Karl Oeller, Heinrich Reitstätter | Natursteinplastik Sitzendes Paar von Heinz Leinfellner | 247       | |
| Emil Fucik-Hof 126                                                                                    | 1    | Datei hochladen | Gudrunstraße 55-103 Standort               | 1950–1952 | Franz Schuster | | 671       | Benannt nach Emil Fucik Identadresse Steudelgasse 1-3, Erlachgasse 28-66, Chiarigasse 2-10, Erlachgasse 39-47, Laimäckergasse 2-10, Steudelgasse 2-8, Wilczekgasse 3-7 |
| Schrödingerhof 29                                                                                     | 1    | Datei hochladen | Gußriegelstraße 42-50 Standort             | 1959–1963 | Hannes Lintl, Paul Ehrenzweig, Eugenie Pippal-Kottnig, Libuse Partyka, Rudolf Jarosch | Mosaike bei den Stiegeneingängen von Hans Robert Pippal | 239       | Benannt nach Erwin Schrödinger |
| 783                                                                                                   | 1    | Datei hochladen | Gußriegelstraße 51-59 Standort             | 1957–1959 | Anton Christl, Robert Fussek, Rudolf Jarosch, Heinz Rollig, Josef Leitner, Anton Herrgesell, Werner John, Günter Krisch | Bronzeplastik Mutter mit Kind von Siegfried Charoux, Kunststeinplastik Seelöwe von Franz Waldmüller, Betonplastik Abstraktion von Herbert Schwarz, Mehrere Mosaike Neugestaltung des Südtiroler Platzes von Erna Grünseis-Frank, Johannes Kreijci, Stephan Praschl und Heribert Potuznik | 454       | Identadresse Holbeingasse 12-20, Brunnweg 10-14 |
| 731 HERIS-ID: 47995 Objekt-ID: 51372                                                                  | 1    | Datei hochladen | Hasengasse 35-41 Standort                  | 1926–1927 | Georg Rupprecht | | 172       | Denkmalschutz Identadresse Herzgasse 4, Neilreichgasse 1a |
| 779                                                                                                   | 1    | Datei hochladen | Hausergasse 3-7 Standort                   | 1956–1957 | Rudolf Wawrik, Karl Vodak sen. | Steinrelief Wind in Wien von Maria J. van Everdingen Ecke Hausergasse/Buchengasse | 110       | Identadresse Laimäckergasse 24a, Buchengasse 22, Laimäckergasse 24b, Laimäckergasse 26, Buchengasse 16-18 |
| 813                                                                                                   | 1    | Datei hochladen | Hebbelplatz 3 Standort                     | 1982–1985 | Rudolf Lamprecht, Walter Lagler | | 160       | |
| 817                                                                                                   | 1 BW | Datei hochladen | Herzgasse 15-19 Standort                   | 1989–1991 | Josef Krawina | Ziegel auf Betonsockel Ohne Titel von Richard Gustav Künz | 68        | Identadresse Erlachplatz 9 |
| 769                                                                                                   | 1    | Datei hochladen | Herzgasse 99-101 Standort                  | 1953–1954 | Viktor Mittag, Alfred Schmid, Hans Gass | Mehrere Sgraffiti, zur Alxingergasse: Technik von Hermine Aichenegg, Schrebergartenleben im Frühling, Sommer und Herbst von Oswin Amann, zur Herzgasse: Licht, Luft, Sonne von Alfred Balcarek, Mutter mit Kind von Eduard Bäumer | 220       | Die Sgraffiti sind denkmalgeschützt. Identadresse Dieselgasse 26-28, Alxingergasse 94-96 |
| 763                                                                                                   | 1    | Datei hochladen | Hofherrgasse 5-13 Standort                 | 1952–1954 | Otto Schönthal, Bruno Buzek, Josef Baudys | Steinzeugwandrelief Ziege mit Zicklein von Georg Ehrlich, Portalumrahmungen mit Mosaiken von Wolfgang Schönthal | 159       | Identadresse Erlachgasse 11, Randhartingergasse 8-10 |
| 790                                                                                                   | 1    | Datei hochladen | Holbeingasse 11 Standort                   | 1960–1961 | Anton Steflicek, Alois Tischer, Fritz Judtmann | | 118       | Identadresse Brunnweg 8, Graffgasse 15 |
| 771                                                                                                   | 1    | Datei hochladen | Jagdgasse 1d Standort                      | 1954–1956 | Hermann Tamussino, Johann Rezac, Fritz Waage | Mosaik Ziegelarbeiterinnen von Rudolf Pleban | 279       | Das Mosaik von Rudolf Pleban ist denkmalgeschützt. Identadresse Jagdgasse 7-9a, Dampfgasse 4-6, Jagdgasse 1E, Jagdgasse 2d, Jagdgasse 2e, Jagdgasse 8a, Jagdgasse 2F, Laxenburger Straße 12 |
| 816                                                                                                   | BW   | Datei hochladen | Johann-Pölzer-Gasse 4 Standort             | 1972–1974 | Bruno Tinhofer | | 26        | |
| 781                                                                                                   | BW   | Datei hochladen | Karplusgasse 1-39 Standort                 | 1957–1959 | Alexander Kratky, Leo Kammel jun., Viktor Kromp, Paul Ehrenzweig, Franz Wosatka | | 389       | Identadresse Kundratstraße 17-31 |
| Ankerbrotgründe (Teil an Kempelengasse und Quellenstraße) 811                                         | 1 BW | Datei hochladen | Kempelengasse 5 Standort                   | 1983–1985 | Kurt Neugebauer, Carl Appel, Friedrich Albrecht, Robert Sturmberger, Helmuth Kunze, Herbert Müller-Hartburg | | 374       | Identadresse Quellenstraße 27, gemeinsam mit den Teilen an der Absberggasse entstanden aber getrennt verwaltet |
| 725 HERIS-ID: 48073 Objekt-ID: 51459                                                                  | 1    | Datei hochladen | Kennergasse 10 Standort                    | 1924–1925 | Wilhelm Baumgarten, Josef Hofbauer | Relief Die Städtebauer von Otto Hofner über dem Eingangsportal | 164       | Denkmalschutz Identadresse Bürgergasse 24, Staudiglgasse 9 |
| 804                                                                                                   | 1    | Datei hochladen | Klausenburger Straße 33 Standort           | 1964–1965 | Anton Steflicek | Natursteinplastik Vier Kinder von Hans Grützbauch | 99        | |
| 770                                                                                                   | 1    | Datei hochladen | Kudlichgasse 12 Standort                   | 1954–1955 | Hans Bolek | | 19        | |
| 743 HERIS-ID: 71310 Objekt-ID: 84467                                                                  | 1    | Datei hochladen | Kudlichgasse 26-28 Standort                | 1930      | Florian Prantl | | 32        | Denkmalschutz |
| 749 HERIS-ID: 71308 Objekt-ID: 84465                                                                  | 1    | Datei hochladen | Kudlichgasse 35 Standort                   | 1930–1931 | Karl Dorfmeister | | 41        | Denkmalschutz Identadresse Steudelgasse 40 |
| 796                                                                                                   | 1    | Datei hochladen | Laaer-Berg-Straße 32 Standort              | 1960–1963 | Siegfried Theiss, Walter Jaksch, Hans Jaksch | Natursteinplastik Figuren am Strand von Oskar Bottoli | 151       | Identadresse Klausenburger Straße 21-23 |
| 787                                                                                                   | 1    | Datei hochladen | Laaer-Berg-Straße 34-38 Standort           | 1960–1963 | Hermann Kutschera | | 254       | |
| 1776                                                                                                  | BW   | Datei hochladen | Laaer-Berg-Straße 67-69 Standort           | 1999–2001 | Architekturbüro cepezed, Ernst Otto Hoffmann, Atelier Zechner & Zechner, Cornelia Schindler, Günter Lautner, Rudolf Szedenik, Peter Scheifinger                                                                                           | | 398       | |
| 807                                                                                                   | 1    | Datei hochladen | Laaer-Berg-Straße 166 Standort             | 1928–1929 | Franz Schacherl | | 19        | |
| 808                                                                                                   | 1    | Datei hochladen | Laaer-Berg-Straße 168 Standort             | 1929–1930 | Franz Schacherl | | 21        | |
| 809                                                                                                   | 1    | Datei hochladen | Laaer-Berg-Straße 172 Standort             | 1929–1930 | Franz Schacherl | | 26        | |
| 810                                                                                                   | 1    | Datei hochladen | Laaer-Berg-Straße 202 Standort             | 1928–1929 | Franz Schacherl | | 37        | |
| Willi-Resetarits-Hof Wiener Wohnen                                                                    | 1    | Datei hochladen | Laxenburger Straße 4A Standort             | 2024      | | Wandmalerei Be a mensch von Johanna Kandl | 165       | Benannt nach Willi Resetarits |
| Zürcher Hof 121 HERIS-ID: 47983 Objekt-ID: 51357                                                      | 1    | Datei hochladen | Laxenburger Straße 49-57 Standort          | 1928–1931 | Otto Schönthal, Emil Hoppe | Keramischer Fries der Arbeit von Siegfried Charoux über dem Torbau | 223       | Denkmalschutz Benannt nach der Stadt Zürich und für ihre Hilfe nach dem Ersten Weltkrieg Identadresse Erlachgasse 100, Gudrunstraße 145-149, Columbusgasse 24-34 |
| 745 HERIS-ID: 71463 Objekt-ID: 84651                                                                  | 1    | Datei hochladen | Laxenburger Straße 92 Standort             | 1931–1932 | Josef Hahn | | 67        | Denkmalschutz Identadresse Dieselgasse 12 |
| Anton-Hölzl-Hof 123 HERIS-ID: 71462 Objekt-ID: 84650                                                  | 1    | Datei hochladen | Laxenburger Straße 94 Standort             | 1931–1932 | Josef Hoffmann | Steinfiguren Figurale Gruppe von Otto Fenzl, Relief Bauarbeiter von Theodor Igler | 346       | Denkmalschutz Benannt nach Anton Hölzl (1874–1946), Abgeordneter zum Nationalrat, Obmann des Arbeiter-Abstinentenbundes Identadresse Leebgasse 91, Reichenbachgasse 6, Dieselgasse 7 |
| Maria- und Rudolf-Fischer-Hof 124 HERIS-ID: 48029 Objekt-ID: 51410                                    | 1    | Datei hochladen | Laxenburger Straße 98 Standort             | 1930–1931 | Konstantin Peller | | 133       | Denkmalschutz Benannt nach Maria (1903–1943) und Rudolf Fischer (1905–1943), Widerstandskämpfer Identadresse Leebgasse 95, Migerkastraße 2-4 |
| 806                                                                                                   | 1    | Datei hochladen | Laxenburger Straße 140-142 Standort        | 1953–1954 | Franz Hubert Matuschek, Anton Ubl | Zwei Supraporten-Reliefs Knabe mit Hund und Mädchen mit Katze von Gabriele Waldert. | 10        | Identadresse Franz-Schreker-Gasse 1, Soesergasse 1 |
| 805                                                                                                   | 1    | Datei hochladen | Laxenburger Straße 203-217 Standort        | 1953–1956 | (Franz) Hubert Matuschek, Anton Ubl | Supraporten-Reliefs von Josef Bock, Emilie Hausmann-Rada, Margarete Bistron-Lausch, Gabriele Waldert, Josef Franz Riedl, Ernst Wenzelis, Anton Endstorfer, Konrad Calo, Elisabeth Ziska, Theresia Brunner, Michael Drobil: Fenstergucker, Fensterguckerin, Bauarbeiter, Kindergärtnerin, Schneider, Strickerin, Knabe mit Hund, Mädchen mit Katze, Bildhauerin, Gärtner, Mutter mit Kind, Arbeiter, Lesender, Redner, Maurer, Glasbläser, Fassbinder, Erzieherin, Köchin, Wäscherin, Näherin, Büglerin, Töpferin, Dentist, Greißler, Schuster, Erzähler | 276       | |
| 747 HERIS-ID: 73495 Objekt-ID: 86786                                                                  | 1    | Datei hochladen | Leebgasse 94-96 Standort                   | 1931–1932 | Rudolf Scherer | | 73        | Denkmalschutz Identadresse Van-der-Nüll-Gasse 83-85 |
| Margarethe-Hilferding-Hof 739 HERIS-ID: 73492 Objekt-ID: 86783                                        | 1    | Datei hochladen | Leebgasse 100 Standort                     | 1928–1929 | Franz Zabza | Steinplastik Putto mit Schnecke von Hugo Taglang | 107       | Denkmalschutz Benannt nach Margarete Hilferding Identadresse Dieselgasse 9, Reichenbachgasse 8, Van-der-Nüll-Gasse 89 |
| Antonie-Alt-Hof 761                                                                                   | 1    | Datei hochladen | Leebgasse 102-106 Standort                 | 1951–1952 | Viktor Fenzl, Florian Omasta, Karl Vodak sen. | Steinzeugplastik Wasserbüffel mit Knabe von Elisabeth Turolt, Bronzeplastik Pferd von Alois Heidel | 120       | Benannt nach Antonie Alt (1884–1963), Bezirksrätin, Gemeinderätin Identadresse Reichenbachgasse 15, Van-der-Nüll-Gasse 93-97 |
| 778                                                                                                   | 1 BW | Datei hochladen | Migerkastraße 1-3 Standort                 | 1956–1958 | Anna Femböck, Josef Jaroslav Bayer | Sgraffito Vögel und Pflanzen von Brunhilde Bichler-Dreher, Skulptur Kalb von Gabriele Waldert | 133       | Das Sgraffito und Skulptur sind denkmalgeschützt. Identadresse Leebgasse 97, Laxenburger Straße 100 |
| 750 HERIS-ID: 47958 Objekt-ID: 51329                                                                  | 1    | Datei hochladen | Mundygasse 1 Standort                      | 1932–1933 | Paul Gütl | Sgraffitowandbild Häuserbauer und Häusererhalter von Fritz Windhager (1951) | 130       | Denkmalschutz Identadresse Quellenstraße 26-28, Steudelgasse 12-18 |
| 723                                                                                                   | 1    | Datei hochladen | Mundygasse 12 Standort                     | 1956      | Alfons Binder | | 39        | Identadresse Gellertgasse 15 |
| 797                                                                                                   | 1 BW | Datei hochladen | Neilreichgasse 56 Standort                 | 1961–1962 | Walter Muchar, Kurt Nehrer | Mosaike aus glasierten Ziegeln um die Tordurchfahrten | 92        | Identadresse Friesenplatz 10, Inzersdorfer Straße 91 |
| 768                                                                                                   | 1 BW | Datei hochladen | Neilreichgasse 85-89 Standort              | 1955–1956 | Hans Schimitzek, Kurt Nehrer, Raoul Lavaulx | Zwei Fassadenfiguren Ziehharmonikaspieler und Mundharmonikaspieler von Franz Pixner | 158       | Identadresse Graffgasse 1-3, Herzgasse 98-100 |
| 791                                                                                                   | 1    | Datei hochladen | Neilreichgasse 95-99 Standort              | 1960–1962 | Lucia Aichinger, Hermann Aichinger jun., Heinrich Benedikt | | 162       | Identadresse Herzgasse 106-110 |
| Jean-Jaurès-Hof 119 HERIS-ID: 48028 Objekt-ID: 51409                                                  | 1    | Datei hochladen | Neilreichgasse 105 Standort                | 1925–1926 | Walter Broßmann, Alfred Keller | Schmiedeeiserne Torgitter mit dem Monogramm GW (für Gemeinde Wien) | 389       | Denkmalschutz Benannt nach Jean Jaurès Identadresse Raxstraße 10-12, Migerkastraße 9-11 |
| 784                                                                                                   | 1    | Datei hochladen | Oberlaaer Straße 39 Standort               | 1958–1959 | Elisabeth Gass, Hans Gass | | 96        | Identadresse Kästenbaumgasse 28-34, Kästenbaumgasse 39-41 |
| 780                                                                                                   | 1    | Datei hochladen | Oberlaaer Straße 87 Standort               | 1956      | Leopoldine Schwarzinger | Brunnen mit Mosaiken von Karl Prantl | 42        | Identadresse Bischofgasse 2 |
| 765                                                                                                   | 1    | Datei hochladen | Oberlaaer Straße 193 Standort              | 1951      | Josef Seeberger, Franz Lax | Steinzeugrelief Vergangenheit und Gegenwart in Oberlaa von Paul Peschke. | 57        | |
| 1747                                                                                                  | 1    | Datei hochladen | Otto-Probst-Straße 1 – Block B Standort    | 1989–1991 | Rainer Mayerhofer, Hugo Potyka | | 108       | |
| 1748                                                                                                  | 1    | Datei hochladen | Otto-Probst-Straße 3 – Block A–J Standort  | 1984–1987 | Erich Bramhas, Elise Sundt, Fritz Waclawek, Bert Gantar, Heinz Lemberger, Erich Traxler, Sepp Frank, Franz Requat, Kurt Hlaweniczka, Otto Häuselmayer, Gerhard Kroj, Thomas Reinthaller, Heinz Neumann, Karl Heinz Gruber, Manfred Nehrer | Metallstele und Findlinge mit Metalleinlagen von German Pizzinini | 459       | Identadresse Baron-Karl-Gasse 3, Baron-Karl-Gasse 4-16 |
| 1749                                                                                                  | 1    | Datei hochladen | Otto-Probst-Straße 5 – Block A–F Standort  | 1987–1989 | Herbert Prehsler, Josef Hinterhölzl, Richard Hübschmann, Pauline Lamprecht, Günter Krisch, Georg Lisner | Drei Ziegelsteinstelen mit verschiedenen Kopfteilen von Manfred Wakolbinger | 391       | |
| 1777                                                                                                  | 1    | Datei hochladen | Otto-Probst-Straße 12 – Block I Standort   | 1989–1991 | Heinrich Matha, Karl Leber | | 100       | Identadresse Otto-Probst-Straße 1 – Block G, H, Z, Otto-Probst-Straße 2 – Block G, H, Z, Otto-Probst-Platz 2, August-Sigl-Straße 5, Friedrich-Adler-Weg 1 |
| 1778                                                                                                  | 1    | Datei hochladen | Otto-Probst-Straße 16-18 – West 1 Standort | 1989–1991 | Helmut Wimmer, Pauline Lamprecht | | 99        | Identadresse Otto-Probst-Straße 12 – West 1, Otto-Probst-Platz 1 – West 1 |
| 1738                                                                                                  | 1    | Datei hochladen | Otto-Probst-Straße 22-24 Standort          | 1990–1992 | Otto Häuselmayer | | 123       | |
| 1739                                                                                                  | 1    | Datei hochladen | Otto-Probst-Straße 32 Standort             | 1990–1992 | Günther Oberhofer | | 87        | |
| 1740                                                                                                  | 1    | Datei hochladen | Otto-Probst-Straße 34 Standort             | 1990–1992 | Otto Steidle | | 72        | |
| 1741                                                                                                  | 1    | Datei hochladen | Otto-Probst-Straße 36 Standort             | 1990–1992 | Harry Glück | | 334       | |
| 795                                                                                                   | 1    | Datei hochladen | Patrubangasse 9 Standort                   | 1960–1963 | Peter Tölzer, Maria Tölzer, Hermann Kutschera, Artur Perotti, Othmar Augustin, Siegfried Theiss, Leopold Ledwinka, Werner Schröfl, Hans Jaksch, Walter Jaksch                                                                             | | 120       | |
| 767                                                                                                   | 1 BW | Datei hochladen | Pernerstorfergasse 60 Standort             | 1952–1953 | Rudolf Münch, Rudolf Goder | Betonpfeiler mit Mosaiken Spielen-Lernen-Einander helfen-Das Leben bejahen von Karl Hauk | 124       | Der Der Mosaikpfeiler ist denkmalgeschützt. Identadresse Erlachgasse 115, Pernerstorfergasse 60a, Siccardsburggasse 20, Leebgasse 19 |
| 775                                                                                                   | 1    | Datei hochladen | Puchsbaumgasse 5-7 Standort                | 1955–1956 | Willy Grunert, Erich Lamprecht, Fred Freyler, Othmar Augustin | Bronzeplastik Zwei Pferde von Walter Lackner, Kunststeinplastik Hirte mit zwei Schafen von Franz Barwig d. J. | 178       | Die Kunststeinplastik ist denkmalgeschützt. Identadresse Schrankenberggasse 21-23, Absberggasse 22-24, Kudlichgasse 2-8 |
| 734 HERIS-ID: 47969 Objekt-ID: 51342                                                                  | 1    | Datei hochladen | Puchsbaumgasse 11-13 Standort              | 1929–1930 | Eugen Rudolf Heger | | 30        | Denkmalschutz |
| 815                                                                                                   | 1    | Datei hochladen | Puchsbaumplatz 13 Standort                 | 1985–1987 | Reinhard Fuchs | | 14        | |
| 736                                                                                                   | 1    | Datei hochladen | Puchsbaumplatz 14 Standort                 | 1929      | Fritz Reichl | | 11        | |
| Quarinhof 116 HERIS-ID: 48011 Objekt-ID: 51391                                                        | 1    | Datei hochladen | Quaringasse 16 Standort                    | 1924–1925 | Hans Jaksch, Siegfried Theiss | Tonreliefs mit floralen Motiven von Othmar Schimkowitz, Vier Frauengestalten von Ferdinand Opitz zwischen den Fenstern des Eingangstrakts | 124       | Denkmalschutz Benannt nach Joseph von Quarin Identadresse Braunspergengasse 30-36, Zur Spinnerin 43-49 |
| 792                                                                                                   | 1    | Datei hochladen | Quaringasse 22 Standort                    | 1961–1962 | Hans Paar | | 60        | Identadresse Knöllgasse 56-60 |
| 812                                                                                                   | 1    | Datei hochladen | Quellenplatz 4 Standort                    | 1985–1987 | Annemarie Obermann | | 35        | Identadresse Laxenburger Straße 71 |
| 329 HERIS-ID: 47960 Objekt-ID: 51331                                                                  | 1    | Datei hochladen | Quellenstraße 24a Standort                 | 1928–1929 | Max Hans Joli | | 176       | Denkmalschutz Identadresse Wilczekgasse 9-11, Laimäckergasse 12-20, Chiarigasse 1-3 |
| Hueber-Hof 122 HERIS-ID: 47961 Objekt-ID: 51332                                                       | 1    | Datei hochladen | Quellenstraße 24b Standort                 | 1930–1931 | Alfred Chalousch, Heinrich Schopper | Denkmal für Anton Hueber von Mario Petrucci (1953) | 475       | Denkmalschutz Benannt nach Anton Hueber Identadresse Wilczekgasse 6, Erlachgasse 49-51, Steudelgasse 5-17 |
| 766                                                                                                   | 1    | Datei hochladen | Randhartingergasse 17 Standort             | 1908      | Albrecht Michler | | 26        | Ursprünglich ein Schulgebäude, wurde das Haus nach schweren Kriegszerstörungen bis ca. 1950 als Gemeindebau wiedererrichtet |
| 760                                                                                                   | 1    | Datei hochladen | Raxstraße 6-8 Standort                     | 1952–1953 | Karl Schwarz | Sechs Terrakottareliefs Kinder und Tiere von Michael Powolny. Das Wandbild Bauarbeiter von Theodor Igler wurde am Anton-Hölzl-Hof angebracht. | 278       | Identadresse Migerkastraße 5-7 |
| Mithlingerhof, Johann-Mithlinger-Siedlung, sogenannte Rasenstadt 129 HERIS-ID: 48033 Objekt-ID: 51415 | 1    | Datei hochladen | Raxstraße 7-19, 19a, unger. Nr. Standort   | 1929–1933 | Karl Schmalhofer | Um 1940 wurden 16 Märchenbilder aus Terrakotta von verschiedenen Künstlern an den Außenfassaden angebracht. | 990       | Denkmalschutz Benannt nach Johann Mithlinger Identadresse Raxstraße 7, Fritz-Pregl-Gasse 2, Raxstraße 13a, Fritz-Pregl-Gasse 4-6, Fritz-Pregl-Gasse 8-10, Fritz-Pregl-Gasse 12-14, August-Forel-Gasse 1, Raxstraße 19A, August-Forel-Gasse 3, Neilreichgasse 100, Neilreichgasse 102, Neilreichgasse 104, August-Forel-Gasse 5, August-Forel-Gasse 7, Sahulkastraße 18-20, Sahulkastraße 14-16, Sahulkastraße 10-12, Neilreichgasse 106, Sahulkastraße 6-8 |
| 752 HERIS-ID: 73497 Objekt-ID: 86788                                                                  | 1    | Datei hochladen | Raxstraße 21-27 Standort                   | 1931–1933 | Johann Flieger, Stadtbauamt | | 260       | Denkmalschutz Identadresse August-Forel-Gasse 2-8, Stefan-Fadinger-Platz 3-7, Ernst-Ludwig-Gasse 18 |
| 803                                                                                                   | BW   | Datei hochladen | Raxstraße 22 Standort                      | 1963–1965 | Alfred Podgorschek, Max Philippitsch | | 135       | Identadresse Fernkorngasse 94-98, Georg-Wilhelm-Pabst-Gasse 1-11 |
| 800                                                                                                   | 1    | Datei hochladen | Raxstraße 27a Standort                     | 1961–1963 | Otto Gruen, Paul Detre, Friedrich (Fritz) Novotny, Hans Muttoné | | 72        | Identadresse Raxstraße 27E, Raxstraße 27D, Raxstraße 27C, Raxstraße 27F, Raxstraße 27B |
| 799                                                                                                   | 1 BW | Datei hochladen | Raxstraße 38 Standort                      | 1961–1963 | Paul Ehrenzweig, Hannes Lintl, Libuse Partyka, Rudolf Jarosch, Eugenie Pippal-Kottnig | Mosaike an den Stiegeneingängen von Erna Grünseis-Frank, Johannes Kreijci, Heribert Potuznik und Stephan Praschl | 35        | Identadresse Gußriegelstraße 52-54 |
| 776                                                                                                   | 1    | Datei hochladen | Rechberggasse 16-20 Standort               | 1953–1955 | Bruno Tinhofer, Otto Pesek, Rudolf Bazalka, Karl Zepke | Terrakottafigur Junges Mädchen von Hilde Uray, Mosaik Familie von Marianne Fieglhuber-Gutscher, Sgraffito Lebensbaum von Susanne Peschke-Schmutzer, Sgraffito Ruhende Arbeiter von Angela Varga-Weiss | 204       | Das Das Mosaik Familie sowie das Sgraffito Lebensbaum sind denkmalgeschützt. Identadresse Klausenburger Straße 32-36, Rissaweggasse 1-13, Troststraße 5-9 |
| 782                                                                                                   | 1    | Datei hochladen | Rotenhofgasse 80-84 Standort               | 1957–1958 | Wilhelm Kleyhons, Franz Requat, Anton Schmid, Wilfried Poszpisily, Walter Muchar | Brunnen mit Mosaiksteinen von Wander Bertoni, Wandmosaik Pflanzen und Gestirne von Wolfgang Hutter | 262       | Das Mosaik von Wolfgang Hutter in der Buchengasse 139 und der Brunnen von Wander Bertoni sind denkmalgeschützt. Identadresse Sonnleithnergasse 38-40, Belgradplatz 10-12, Bernhardtstalgasse 24-30, Bernhardtstalgasse 25-29, Buchengasse 137-145, Malborghetgasse 5-9 |
| Karl-Wrba-Hof 269                                                                                     | 1    | Datei hochladen | Sahulkastraße 3-5 Standort                 | 1972–1982 | Ernst W. Irsigler, Gunter Wratzfeld, Werner Schröfl, Hedwig (Hedy) Wachberger, Rupert Falkner, Matthäus Jiszda II., Helmut Schultmeyer, Franz Kaminsky, Stefan Karabiberoff                                                               | Stahlblechplastik Monokline Blüte von Livia Szadai, Bronzeplastik Große liegende Figur von Andreas Urteil befindet sich dzt (2020) im Depot | 1048      | Benannt nach Karl Wrba Identadresse Sahulkastraße 3-5, Neilreichgasse 115, Kornauthgasse 4, Vivaldigasse 2, Neilreichgasse 113 |
| 741 HERIS-ID: 73293 Objekt-ID: 86580                                                                  | 1    | Datei hochladen | Schrankenberggasse 22 Standort             | 1929      | Josef Berger | | 13        | Denkmalschutz |
| 788                                                                                                   | 1    | Datei hochladen | Schrankenberggasse 29 Standort             | 1960–1961 | Ferdinand Riedl | Betonreliefs mit Glas an drei Stiegeneingängen (von Ferdinand Riedl, Anton Krejcar und Johannes Winkler) | 54        | Identadresse Feuchterslebengasse 62, Absberggasse 30a |
| 755                                                                                                   | 1    | Datei hochladen | Sibeliusstraße 5-11 Standort               | 1970–1972 | Berthold Gabriel, Harald Woisetschläger, Richard Siedek, Theodor Schöll | Sonnen- und Schattenwand Komposition von Hans Robert Pippal zur Sibeliusstraße. Halbrunde Wand, ursprünglich mit Glasmosaiksteinen. Fälschlich unter Wienerfeldsiedlung Ost geführt. | 309       | Identadresse Maillygasse 2a, Wienerfeldgasse 4-6, Maillygasse 2-4, Bleigasse 1-3 |
| Ernst-Kirchweger-Hof 276                                                                              | 1    | Datei hochladen | Sonnwendgasse 24 Standort                  | 1979–1981 | Reiner Wieden | | 20        | Benannt nach Ernst Kirchweger |
| 724                                                                                                   | 1    | Datei hochladen | Steudelgasse 12-18 Standort                | 1955      | Carl Rössler | | 35        | Identadresse Quellenstraße 26, Mundygasse 1 |
| 814                                                                                                   | 1    | Datei hochladen | Steudelgasse 42 Standort                   | 1983–1984 | Josef Seeberger | | 35        | Identadresse Laaer-Berg-Straße 11 |
| Wohnhausanlage Am Laaer Berg 125 HERIS-ID: 48050 Objekt-ID: 51435                                     | 1    | Datei hochladen | Theodor-Sickel-Gasse 16-20 Standort        | 1930–1931 | Karl Schmalhofer | | 748       | Denkmalschutz Benannt nach dem Laaer Berg Identadresse Emil-Ottenthal-Gasse 2, Economogasse 4-6, Florian-Geyer-Gasse 3-5, Economogasse 8-10, Endlichergasse 3-5, Holzknechtstraße 41-45, Theodor-Sickel-Gasse 14, Florian-Geyer-Gasse 1 |
| 742 HERIS-ID: 73298 Objekt-ID: 86585                                                                  | 1    | Datei hochladen | Triester Straße 51-53 Standort             | 1929      | Johann Würzl | | 37        | Denkmalschutz |
| Victor-Adler-Hof 117 HERIS-ID: 48012 Objekt-ID: 51392                                                 | 1    | Datei hochladen | Triester Straße 57-65 Standort             | 1923–1924 | Engelbert Mang | | 111       | Denkmalschutz Benannt nach Victor Adler Identadresse Quaringasse 24, Troststraße 127 |
| 737 HERIS-ID: 48013 Objekt-ID: 51393                                                                  | 1    | Datei hochladen | Triester Straße 75-77 Standort             | 1929–1930 | Karl Fischl-Pirkhänfeld | | 46        | Denkmalschutz Identadresse Windtenstraße 22 |
| 751 HERIS-ID: 65743 Objekt-ID: 78608                                                                  | 1    | Datei hochladen | Triester Straße 85 Standort                | 1929–1932 | Silvio Mohr, Robert Hartinger | Mosaikbild, das die Sage der Spinnerin am Kreuz darstellt (1938) | 153       | Denkmalschutz Identadresse Raxstraße 113, Altdorferstraße 2-8 |
| 774                                                                                                   | 1    | Datei hochladen | Troststraße 8-16 Standort                  | 1955–1957 | Martin Sauer, Alexander Kratky, Leopold Tinhof, Ernst Berg | Natursteinplastik Känguru von Alfons Loner, Sgraffito Die Tier- und Pflanzenwelt des Laaer Berges von Ernst Erich Müller, Mosaik Wiesenblumen mit Schmetterlingen von Sepp Mayrhuber | 203       | Das Sgraffito von Ernst Erich Müller und das Mosaik von Sepp Mayrhuber sind denkmalgeschützt. Identadresse Wirerstraße 7-13, Angeligasse 15-17, Angeligasse 17a, Angeligasse 17b, Angeligasse 17c, Rechberggasse 8-12 |
| 785                                                                                                   | 1    | Datei hochladen | Troststraße 13-19 Standort                 | 1957–1958 | Fritz Slama, Heinrich Reitstätter, Alois Plessinger | Natursteinplastik Sitzendes Mädchen von Luise Wolf, Wandrelief Töpferwerkstatt von Adolf Wagner von der Mühl | 197       | Identadresse Ettenreichgasse 39, Wirerstraße 16 |
| 764                                                                                                   | 1    | Datei hochladen | Troststraße 20-30 Standort                 | 1952–1953 | Otto Reihs, Walter Hübner, Julius Bergmann, Josef Ludwig Kalbac | Wandmosaik Szenen aus der Geschichte Favoritens von Arnulf Neuwirth | 235       | Wandmosaik unter Denkmalschutz. Identadresse Hardtmuthgasse 19-31, Ettenreichgasse 31-37, Hollitzergasse 8-10 |
| 757 HERIS-ID: 108684 Objekt-ID: 126181                                                                | 1    | Datei hochladen | Troststraße 21-37 Standort                 | 1939–1942 | Walter Pind | | 128       | Denkmalschutz Identadresse Ettenreichgasse 46, Columbusgasse 111-117 |
| Hermine-Fiala-Hof 277                                                                                 | 1    | Datei hochladen | Troststraße 45a Standort                   | 1980–1982 | Erwin H(einz) Dusl, Wilhelm (Willi) Gehrke, Friedrich (Fritz) Novotny, Fritz Oberdorfer, Erich Hofbauer | | 397       | Benannt nach Hermine Fiala Identadresse Leebgasse 89, Leebgasse 85, Leebgasse 85A, Troststraße 45B, Leebgasse 87, Laxenburger Straße 90B, Leebgasse 87A, Laxenburger Straße 90A, Dieselgasse 14, Dieselgasse 12A |
| 726 HERIS-ID: 48022 Objekt-ID: 51403                                                                  | 1    | Datei hochladen | Troststraße 64-66 Standort                 | 1924–1926 | Clemens Kattner, Alexander Graf | Putto mit Blumenranken von Hans Müller über dem Eingangstor | 127       | Denkmalschutz Identadresse Herzgasse 93-95, Alxingergasse 88-90 |
| Pernerstorferhof 118 HERIS-ID: 48023 Objekt-ID: 51404                                                 | 1    | Datei hochladen | Troststraße 68-70 Standort                 | 1924–1926 | Paul Gütl, Camillo Fritz Discher | Brunnenplastik Mutter mit Kindern von Joseph Josephu, Sgraffito Ziegelarbeiter von Heribert Potuznik | 431       | Denkmalschutz Benannt nach Engelbert Pernerstorfer Identadresse Neilreichgasse 63-71, Herzgasse 86-90, Hardtmuthgasse 77-81 |
| 727 HERIS-ID: 48024 Objekt-ID: 51405                                                                  | 1    | Datei hochladen | Van-der-Nüll-Gasse 82-86 Standort          | 1925–1926 | Ernst Egli | | 136       | Denkmalschutz Identadresse Troststraße 60-62, Alxingergasse 89-93 |
| Eisring Süd Wiener Wohnen                                                                             | 1    | Datei hochladen | Windtenstraße 10 Standort                  | 2020–2022 | | | 124       | Benannt nach der nahegelegenen Eislaufhalle |
| 773                                                                                                   | 1    | Datei hochladen | Wirerstraße 6-14 Standort                  | 1955–1956 | Friedrich (Fritz) Novotny, Anton Schmid | Plastik Liegendes Pferd von Robert Ullmann, Sgraffito Raben von Kurt Absolon zur Troststraße hin, Sgraffito spielende Kinder von Hans Babuder zur Wirerstraße hin | 104       | Die Plastik Liegendes Pferd und das Sgraffito Raben sind denkmalgeschützt, ebenso das Sgraffito Spielende Kinder. Identadresse Troststraße 18, Hollitzergasse 1-9, Angeligasse 19, Angeligasse 19a |

## Siedlungen
| Name / ID                                                           | Foto |                 | Adresse                       | Baujahr   | Architekt(en)                                                                  | Kunstobjekte | Wohnungen | Anmerkungen |
| ------------------------------------------------------------------- | ---- | --------------- | ----------------------------- | --------- | ------------------------------------------------------------------------------ | --- | --------- | --- |
| Wohnsiedlung Am Wienerfeld West 56                                  | 1 BW | Datei hochladen | Adolf-Kirchl-Gasse 1 Standort | 1939–1942 | GESIBA Gemeinnützige Siedlungs- und Bauaktiengesellschaft                      | Mosaiziertes Wasserbecken von Josef Seebacher, 1964, im Innenhof der VS Carl-Prohaska-Platz 1 | 145       | Benannt nach einem Flurnamen Identadresse Franz-Schreker-Gasse 1-19, Adolf-Kirchl-Gasse 2, Berthold-Viertel-Gasse 2-16, Franz-Schreker-Gasse 2-22, Soesergasse 1-5, Soesergasse 2-10, Berthold-Viertel-Gasse 1-13 |
| Wohnsiedlung Am Wienerfeld Ost 53                                   | 1    | Datei hochladen | Bullgasse 1-11 Standort       | 1939–1942 | GESIBA Gemeinnützige Siedlungs- und Bauaktiengesellschaft                      | Keramikbilder Von der Steinzeit zur Gegenwart von Elfriede Jarosch-Laudenbach am Josef-Enslein-Platz, Wandbilder Vier Jahreszeiten von Jarosch-Laudenbach | 426       | Benannt nach einem Flurnamen Identadresse Undsetgasse 1-37, Undsetgasse 2-36, Sindinggasse 2-40, Sindinggasse 1-37, Per-Albin-Hansson-Straße 63-151, Kittelsengasse 2-36, Per-Albin-Hansson-Straße 130-142, Munthegasse 2-36, Munthegasse 1-35, Munchgasse 1-7, Eddagasse 1-37, Kittelsengasse 1-27, Munchplatz 1-6, Munchgasse 25-41, Eddagasse 2-36, Munchgasse 2-34, Bullgasse 11A, Bullgasse 13-41, Bullgasse 2-24 |
| Wohnsiedlung Am Laaer Berg 55                                       | 1    | Datei hochladen | Economogasse 1-51 Standort    | 1927      | Franz Schacherl                                                                | | 215       | Benannt nach dem Laaer Berg Identadresse Holzknechtstraße 68-111, Karl-Diener-Gasse 1-21, Karl-Diener-Gasse 2-24, Koliskogasse 2-54, Laaer-Berg-Straße 174-200, Lippmanngasse 2-48, Ramsaygasse 1-31, Schautagasse 1-37, Schautagasse 2-70, Holzknechtstraße 47-61 |
| Per-Albin-Hansson-Siedlung Ost 2                                    | 1    | Datei hochladen | Jura-Soyfer-Gasse 10 Standort | 1970–1974 | Oskar Payer, Peter Payer, Hermann Kutschera                                    | Kalksansteinreliefwand Freizeit von Gottfried Buchberger, Natursteinreliefwand Märchen aus 1001 Nacht von Eduard Robitschko, Natursteinplastik Komposition von Franz Xaver Hauser, Kalksteinplastik Pression-Repression von Wolfgang Helminger, Metallplastik Figur von Oskar Höfinger, Steinfigur Liegende von Alfred Kurz Hauszeichen: 8 Terrakottareliefs Abstrakte Formen von Helene Hädelmayr, 11 Zeichnungen auf Aluminiumblech Wiener Viechereien von Maximilian Melcher, 8 Emailplatten Rhythmisch abgewandeltes Bandmotiv und 2 Emailplatten auf Kupfer Fische von Eva Anna Siller, 12 Emailplatten auf Stahlblech Biotope von Günther Kraus, 12 Glasmosaiktürgriffe Abstrakte Komposition von Robert Pick, 12 Mosaike Die vier Jahreszeiten von Gerhard Gutruf, 15 Natursteinmosaike Figurale Darstellungen von Johannes Wanke, 16 Smaltenmosaike Abstrakte Komposition von Edda Mally, 12 Mosaike in Keramik und Email Signifikante Zeichen von Otto Beckmann, 10 Smaltenmosaike Farbkomposition von Karl Anton Wolf | 4300      | Benannt nach Per Albin Hansson Identadresse Wendstattgasse 7, Alaudagasse 5-9, Johann-Pölzer-Gasse 2, Jura-Soyfer-Gasse 4-6, Walter-Lindenbaum-Gasse 1, Wendstattgasse 6, Wendstattgasse 4, Jura-Soyfer-Gasse 1, Ada-Christen-Gasse 11-17, Arnold-Holm-Gasse 1, Arnold-Holm-Gasse 2, Franz-Koci-Straße 9-15, Ada-Christen-Gasse 7, Bergtaidingweg 17, Hubert-Gsur-Gasse 2, Moritz-Seeler-Gasse 1-3, Moritz-Seeler-Gasse 2, Franz-Koci-Straße 12-18, Max-Fleischer-Gasse 4, Wendstattgasse 16, Felix-Grafe-Gasse 3-5, Max-Fleischer-Gasse 1-3, Walter-Lindenbaum-Gasse 4-6, Alaudagasse 19, Felix-Grafe-Gasse 4, Wendstattgasse 22, Johann-Pölzer-Gasse 4 |
| Per-Albin-Hansson-Siedlung West 54 HERIS-ID: 48061 Objekt-ID: 51446 | 1    | Datei hochladen | Malmögasse 12-24 Standort     | 1954–1955 | Stephan Simony, Franz Schuster, Friedrich Pangratz, Eugen Wörle                | Denkmalbüste für Per Albin Hansson von Emil Näsvall | 1097      | Denkmalschutz (für die Häuser am Stockholmer Platz) Benannt nach Per Albin Hansson Identadresse Tessingasse 2-92, Ellen-Key-Gasse 28-70, Jenny-Lind-Gasse 2-86, Tessingasse 23-69, Tessingasse 1-19, Upsalagasse 4-14, Rickard-Lindström-Gasse 4-74, Bernadottegasse 1-113, Brantinggasse 16, Brantinggasse 7-65, Ellen-Key-Gasse 1-85, Ellen-Key-Gasse 2-24, Göteborggasse 1-43, Lundgasse 1-25, Malmögasse 19-31, Olaus-Petri-Gasse 1-55, Per-Albin-Hansson-Straße 2-112, Jenny-Lind-Gasse 1-75, Rickard-Lindström-Gasse 1-127, Tegnergasse 2-102, Rädda-Barnen-Platz 1-5, Rädda-Barnen-Platz 7-10, Selma-Lagerlöf-Gasse 10, Selma-Lagerlöf-Gasse 19-25, Selma-Lagerlöf-Gasse 2, Selma-Lagerlöf-Gasse 20-28, Stockholmer Platz 1-7, Stockholmer Platz 11-13, Stockholmer Platz 14-16, Stockholmer Platz 8-10, Tegnergasse 1-89, Per-Albin-Hansson-Straße 3-39, Malmögasse 1-9, Jenny-Lind-Gasse 1-3, Stockholmer Platz 2-16, Stockholmer Platz 1-17, Brantinggasse 47-55, Olaus-Petri-Gasse 1, Jenny-Lind-Gasse 4-6, Brantinggasse 29-37 |
| Per-Albin-Hansson-Siedlung Nord 11                                  | BW   | Datei hochladen | Saligergasse 4 Standort       | 1969–1971 | Franz Wosatka, Hannes Lintl, Otto Nobis, Anny Beranek, Anton Siegl, Josef Wenz | Ballspielwand von Hans Staudacher, Bronzeplastik Junges Paar von Gottfried Buchberger, Marmorplastik Große Symmetrie von Oskar Bottoli | 534       | Benannt nach Per Albin Hansson Identadresse Stinygasse 3-7, Stinygasse 6, Fingergasse 3, Fingergasse 2-6, Fingergasse 1, Fingergasse 8, Stinygasse 9, Stinygasse 2-4, Stinygasse 1 |
| Wohnsiedlung Weitmosergasse 57                                      | BW   | Datei hochladen | Sickingengasse 22 Standort    | 1937–1940 | Silvio Mohr, Franz Wiesmann, Robert Hartinger                                  | Wandbilder von Heiligen, zumindest teilweise von André Roder | 34        | Identadresse Altdorferstraße 9 |